# ソニー教育財団
公益財団法人ソニー教育財団（ソニーきょういくざいだん、英: Sony Education Foundation）は、幼児および児童生徒の豊かな人間性の確立と創造力の育成を促進し、教育文化の発展に寄与することを目的に活動を行っている日本の財団。

## 概要
- 所在：東京都品川区北品川4-2-1 御殿山アネックス2号館4階
- 設立：1972年（昭和47年）10月24日
- 代表理事会長：盛田昌夫
- 代表理事理事長：根本章二